# Вімблдонський турнір 1977
Вімблдонський турнір 1977 проходив з 20 червня по 2 липня 1977 року на кортах Всеанглійського клубу лаун-тенісу і крокету в передмісті Лондона Вімблдоні. Це був 91-ий Вімблдонський чемпіонат, а також другий турнір Великого шолома з початку року. 

## Огляд подій та досягнень

### Святкування сторічного ювілею
У понеділок 20 червня, день відкриття турніру, відбулося святкування сторіччя першого турніру в одиночному розряді серед джентльменів, на якому минулим чемпіонам королівські високості герцог та герцогиня Кентська на Центральному корті вручили пам'ятні медалі. Серед присутніх були: Кітті Годфрі, Жан Боротра, Рене Лакост, Анрі Коше, Джек Кроуфорд , Сідні Вуд, Фред Перрі, Дороті Раунд, Дон Бадж, Еліс Марбл, Івон Петра, Джек Креймер, Боб Фалкенберг, Тед Шредер, Бадж Патті, Дік Савітт, Маргарет Дюпон, Френк Седжмен, Луїз Броф, Вік Сейшус, Доріс Гарт, Ярослав Дробни, Тоні Траберт, Шерлі Ервін, Лью Гоуд, Чак Маккінлі, Ешлі Купер, Марія Буено, Алекс Ольмедо, Ніл Фрейзер, Анджела Беррет, Род Лейвер, Карен Сусман, Род Емерсон, Біллі Джин Кінг, Мануель Сантана, Джон Ньюкомб, Енн Джонс, Івонн Гулагонг Коулі, Стен Сміт, Ян Кодеш, Артур Еш, Кріс Еверт та Бйорн Борг. Жак Брюньон та Елізабет Раян отримали запрошення представляти всіх чемпіонів у парному розряді. Раян виграла загалом 19 титулів — цей рекорд залишається чинним і досі. Джиммі Коннорс (перший номер посіву на турнірі) на церемонію не прийшов, а віддав перевагу тренуванню з Іліє Настасе. Це очевидне нехтування з боку американця призвело до того, що його жорстко освистали, коли він з'явився наступного дня на гру першого кола. Всеанглійський клуб відповів на запити медіа стислими словами майора Девіда Міллза: "Медалі пошлють лише тим колишнім чемпіонам, хто повідомив, що не зможуть бути присутніми, а не тим, хто тут був і продемонстрував крайню невихованість, не отримавши їх.".
У турнірі, на знак святкування сторіччя, взяли участь кілька минулих чемпіонів (деякі з них уже завершили грати. Бйорн Борг, Джиммі Коннорс, Стен Сміт, Род Лейвер та Ян Кодеш грали в одиночному розряді, Джон Ньюком та Ніл Фрейзер грали в парному. Кріс Еверт, Марія Буено, Карен Сусман та Біллі Джин Кінг грали в одичному розряді серед жінок, а Енн Джонс взяла участь у парних змаганнях.

### Досягнення
Бйорн Борг виграв Вімблдон удруге, і це була його четверта перемога в турнірах Великого шолома. 
У жінок перемогла британка Вірджинія Вейд. Ця перемога залишається останньою перемогою британської тенісистки на вімблдонських кортах в одиночному розряді. Бетті Стеве грала в трьох фіналах, і всюди програла.

## Результати фінальних матчів

### Дорослі
| Одиночний розряд. Джентльмени Детальніше |                                 |                              |
| Бйорн Борг                               | Джиммі Коннорс                  | 3–6, 6–2, 6–1, 5–7, 6–4      |
|                                          |                                 |                              |
| Одиночний розряд. Леді Детальніше        |                                 |                              |
| Вірджинія Вейд                           | Бетті Стеве                     | 4–6, 6–3, 6–1                |
|                                          |                                 |                              |
| Парний розряд. Джентльмени Детальніше    |                                 |                              |
| Росс Кейс Джефф Мастерз                  | Джон Александер Філ Дент        | 6–3, 6–4, 3–6, 8–9(4–7), 6–4 |
|                                          |                                 |                              |
| Парний розряд. Леді Детальніше           |                                 |                              |
| Гелен Коулі Джоанн Расселл               | Мартіна Навратілова Бетті Стеве | 6–3, 6–3                     |
|                                          |                                 |                              |
| Мікст Детальніше                         |                                 |                              |
| Боб Г'юїтт Грір Стівенс                  | Фрю Макміллан Бетті Стеве       | 3–6, 7–5, 6–4                |
|                                          |                                 |                              |

### Юніори
| Одиночний розряд. Хлопці  |              |               |
| Вен Вінітскі              | Еліот Телчер | 6–1, 1–6, 8–6 |
|                           |              |               |
| Одиночний розряд. Дівчата |              |               |
| Лея Антонопліс            | Мерін Луї    | 7–5, 6–1      |

## Виноски
1. ↑  Barry Lorge (21 червня 1977). Wimbledon Postcard from Barry Lorge. The Washington Post. Архів оригіналу за 20 липня 2018. Процитовано 25 липня 2018.
2. ↑  Barry Lorge (22 червня 1977). Jimmy Connors: the rude American. The Washington Post. Архів оригіналу за 20 липня 2018. Процитовано 25 липня 2018.
3. ↑  Gentlemen's Singles Finals 1877-2017. wimbledon.com. Wimbledon Championships. Архів оригіналу за 15 лютого 2018. Процитовано 22 липня 2017.
4. ↑  Ladies' Singles Finals 1884-2017. wimbledon.com. Wimbledon Championships. Архів оригіналу за 15 липня 2018. Процитовано 22 липня 2017.
5. ↑  Gentlemen's Doubles Finals 1884-2017. wimbledon.com. Wimbledon Championships. Архів оригіналу за 14 жовтня 2017. Процитовано 22 липня 2017.
6. ↑  Ladies' Doubles Finals 1913-2017. wimbledon.com. Wimbledon Championships. Архів оригіналу за 15 липня 2018. Процитовано 22 липня 2017.
7. ↑  Mixed Doubles Finals 1913-2017. wimbledon.com. Wimbledon Championships. Архів оригіналу за 10 вересня 2017. Процитовано 22 липня 2017.
8. ↑  Boys' Singles Finals 1947-2017. wimbledon.com. Wimbledon Championships. Архів оригіналу за 13 серпня 2017. Процитовано 13 серпня 2017.
9. ↑  Girls' Singles Finals 1947-2017. wimbledon.com. Wimbledon Championships. Архів оригіналу за 14 червня 2018. Процитовано 13 серпня 2017.